# Karl Bühler
Karl Ludwig Bühler (Meckesheim, 1879. május 27. – Los Angeles, 1963. október 24.) német–osztrák–amerikai pszichológus, nyelvpszichológus.
A 20. századi pszichológia egyik legsokoldalúbb alakja, a Würzburgi iskola alapítója és egyik jeles képviselője. A pszichológiában ismert munkássága a gestaltpszichológiához köthető, az elsők egyikeként írt monográfiát a pszichológiai gestalt-problémáról. A nyelvtudományban az Organon kommunikációs modellről, illetve a deixis – mint nyelvi jelenség – kezeléséről ismert. Ő volt Karl Popper értekezési tanácsadója. Emellett a kor elméleti igényű gyermeklélektanának egyik vezéralakja is.  Az MTA tiszteleti tagja 1937-től.

## Életútja
1899-ben kezdte el az orvosi egyetemet Freiburgban, ahol 1903-ban doktorált. Asszisztensként folytatta tovább munkáját, és elkezdett egy második képzést, 1904-ben szerezte meg a pszichológusi diplomát. 1906-ban professzor-asszisztense lett a Freiburgi Egyetemnek, és Oswald Külpe asszisztenseként a Julius-Maximilians Egyetemen dolgozott Würzburgban.
1907-ben tartotta meg székfoglalóját Würzburgban, melynek címe „Tatsachen und Probleme zu einer Psychologie der Denkvorgänge” (Tények és problémák a pszichológiai gondolati folyamatokról). Ez a szöveg lett a megalapítója a Würzburgi iskolának és heves vitát váltott ki Wilhelm Wundttal. Bühler 1909-ben a Bonni Egyetemen Oswald Külpe asszisztenseként dolgozott.
1913-1918-ig Bühler docensként dolgozott Münchenben. Az első világháborúban katonai orvosi szolgálatot teljesített. A háború idején feleségül vette Charlotte Malachowskit, aki Edmund Husserl hallgatója volt. 1918-ban lett kinevezett filozófia professzora és oktatója a Drezdai Műszaki Egyetemnek.
Egyik legjelentősebb gyermeklélektani művében az 1918-ban írt „A gyermek szellemi fejlődésé”-ben (Die geistige Entwicklung des Kindes) elsőként próbálta meghatározni tudatosan darwinista alapokon a gyermeki fejlődés szakaszait. A műben az ösztön, a szokás (dresszúra) és az értelem három szintjét különbözteti meg mind az állati viselkedésben, mind pedig a gyermek fejlődésében. A testi tevékenységen belül érvényesül a másik kiválasztás, a szelekció az egyénen belül, a szokásokat kialakító tanulás. A harmadik szinten a kiválasztás már belső folyamat, a képzetek, gondolatok közötti belső szelekció, ez az intellektus. Fejlődéslélektani munkásságának keretében sok fontos összefüggést fogalmaz meg a gyermeknyelvvel, a gyermeki ábrázolóképességgel kapcsolatban. Tőle származik a funkcióöröm, a tevékenység önmaga, mint jutalom gondolata is.
1922-ben lett a Bécsi Egyetem pszichológus professzora és a Pszichológia Tanszék vezetője. Részt vett a bécsi Lélektani Intézet megalapításában, annak a városi tervnek a részeként, hogy átszervezi az iskolai rendszert az új, gyermekpszichológiai tudományos eredmények alapján. A tanszéket az 1930-as évek közepéig, amerikai emigrációjáig vezette. Felesége, Charlotte Bühler követte őt, mindketten a bécsi egyetemen tanítottak, majd külföldre emigráltak. Munkásságának fénykora bécsi tartózkodásának idejére tevődik.
Bécsben Bühler a gyermektanulmányi mozgalom egyik vezéralakjaként tevékenykedett. 1927-ben írt „A pszichológia válsága” (Krise der Psychologie) c. művében megkísérelte a különböző lélektani irányzatoknak egy egységes rendszerben való összefoglalását. Felesége, Charlotte Bühler (1893-1974) munkássága is jelentős, aki egy máig is használatos korai csecsemővizsgálat megalkotója.
Bühler az elsők között dolgozta ki az emberi életút elemzésének pszichológiai alapjait (Der menschliche Lebenslauf als psychologisches Problem, 1933), jelentős művet írt az ifjúkor pszichológiájáról (Das Seelenleben des Jugendlichen, 1921), melyben a serdülők naplóit elemzi nagyon érzékletes módon. Bühler nagy hatású négy tényezős kommunikációs modelljét többek között a nyelvészeti kutatásait összegző, 1934-ben megjelent könyve, a Sprachtheorie (Nyelvelmélet) tartalmazza.
Bécsben a minden irányban nyitott, ugyanakkor fejlődésközpontú eklekticizmus és a nyelvpszichológia képviselőjévé vált. A pszichológiai irányzatok sokaságát, a pszichológia válságát elemezve rámutat arra, hogy a viselkedést előtérbe állító objektív, az élményeket elemző szubjektív pszichológia és a szellemi világ (pl. a kultúra) elemzése meg kell férjen egymás mellett. A nyelvnek és a jelrendszereknek központi pszichológiai szerepet tulajdonít, a nyelv ábrázoló, kifejező és viselkedésirányító funkcióinak összességével. A nyelvet és a szemiotikai mozzanatot minden lelki jelenség megértésének kulcsává teszi. A fejlődést elemezve az ösztön, a szokás és az értelem hármasságában ragadja meg a viselkedés fejlődési szintjeit. Nagy szerepe volt a gyermeknyelvi, az észlelési és a korai fejlődési kutatások kibontakoztatásában s ezek közvetítésében a pedagógiában. Ismert tanítványai: E. Brunswick, Kardos Lajos és Konrad Lorenz.
1938. március 23-án Bühlert rövid időre őrizetbe vették a náci katonák, emiatt 1940-ben Londonba, majd később Oslóba menekült. Végül az Amerikai Egyesült Államokba emigrált, ahol 1940–1945-ig dolgozott professzorként Minnesota államban és 1945–1955-ig a Dél-kaliforniai Egyetem pszichiáter-professzora lett Los Angeles-ben. 1963-ban Los Angelesben halt meg.

## Kötetei magyar könyvtárakban
Elsősorban német nyelven lelhetők fel kötetei a magyarországi közkönyvtárakban, magyar pszichológusok és nyelvészek ismerték és ismerik munkásságát.

## Tudományos tisztség
- A Magyar Tudományos Akadémia tiszteleti tagjának választották 1937-ben.

## Díjak, elismerések
- Wilhelm-Wundt-érem a Német Pszichológiai Társaságtól (1959)

## Fordítás
- Ez a szócikk részben vagy egészben a Karl Bühler című angol Wikipédia-szócikk fordításán alapul.  Az eredeti cikk szerkesztőit annak laptörténete sorolja fel. Ez a jelzés csupán a megfogalmazás eredetét és a szerzői jogokat jelzi, nem szolgál a cikkben szereplő információk forrásmegjelöléseként.